# 大坪日出代
大坪 日出代（おおつぼ ひでよ、1930年6月11日 - 2015年12月12日）は、日本の女優。東京都出身。

## 人物
本名は宮崎 日出代。
緑ヶ丘音楽舞踊学校卒。
1952年、劇団東芸に入団。1961年に東芸を退団しフリーランス期間を経て、さち子プロに所属していた。

## 出演作品

### テレビドラマ

#### NHK
- 素人ラジオ探偵局（1955年）
- ありちゃんのおかっぱ侍 第24話（1957年）
- 事件記者 第18話、第19話「台風の夜 前編・後編」（1958年） - みね子
- きょうあるいのち（1960年）
- ここに人あり 第155話「君はひとりぼっちじゃない」（1960年）
- 大河ドラマ / 元禄太平記（1975年） - お筆
- 土曜ドラマ / 男たちの旅路 第3部 第3話「別離」（1977年）
- ポーツマスの旗（1981年）
- 連続テレビ小説 / 君の名は（1991年）
- 金曜時代劇 / 腕におぼえあり 第2シリーズ 第5話「道楽息子」（1992年）

#### 日本テレビ
- 日産スター劇場 / 嵯峨人形（1965年）
- ファミリー劇場 / わが青春のとき 第3、4話（1970年）
- 太陽にほえろ!
  - 第87話「島刑事その恋人の死」（1974年）
  - 第179話「親と子の條件」（1975年）
  - 第291話「トラック刑事」（1978年）
  - 第517話「落書き」（1982年）
  - 第533話「ドックとマミー」（1983年）
- おてんば人生（1978年）
- 火曜サスペンス劇場（1987年）
  - 女からの眺め - 料亭女将
  - 女弁護士 高林鮎子 第2作「L特急あずさ19号 逆転の殺意」 - 女将

#### KR→TBS
- サンヨーテレビ劇場 / ある裁判（1960年）
- フジサワドラマシリーズ / 氾濫（1961年）
- 七人の刑事
  - 第1シーズン 第59話「コスモスの孤独」（1962年）
  - 第3シーズン 第58話「花嫁が消えた」（1979年）
- 東芝日曜劇場
  - 他人の娘（1963年）
  - 二人の縁（1970年）
  - 天国の父ちゃんこんにちは その16（1971年）
  - 愛ってなぁーに（1975年）
  - あの日あなたは…（1977年） - 女
- 渥美清の泣いてたまるか 第41話「先生早とちりをする」（1967年）
- ありがとう 第1シリーズ 第12話（1970年）
- ブラザー劇場 / 刑事くん
  - 第1部 第50話「鬼島・なさけ島」（1972年）
  - 第2部
    - 第36話「愛と憎しみの彼方に」（1973年）
    - 第49話「桜の花の咲く頃に…」（1974年）

  - 第3部 第48話「星めぐり－愛のきらめき」（1974年）
- 時間ですよ 第3シリーズ 第24話（1973年）
- 木下恵介・人間の歌シリーズ / それぞれの秋 第10話（1973年）
- おんな家族（1974年）
- 水曜劇場 / 花吹雪はしご一家 第9話（1975年）
- 青春の門 第一部「筑豊編」 第11話（1976年）
- 光る崖 第11話（1977年）
- 不毛地帯 第11話（1979年） - 料亭の女将
- ポーラテレビ小説 / おりん 東京開化綺談（1979年）
- 2年B組仙八先生（1981年）
- 熱血!新入社員宣言 第4話「夢見る頃を過ぎても」、第5話「寿退社の傾向と対策」（1991年)
- 月曜ドラマスペシャル / 西村京太郎サスペンス 十津川警部シリーズ 第9作「松島・蔵王殺人事件」（1995年） - 富岡昭子
- 渡る世間は鬼ばかり 第3シリーズ（1996年）

#### フジテレビ
- シオノギテレビ劇場 / 春琴抄 第1話（1965年）
- さすらいの狼 第3話「竜と少年」（1972年）
- ライオン奥様劇場 / 愛染かつら（1974年）
- 新宿警察 第24話「青い目の傷痕 (きずあと)」（1976年）
- あかんたれ 第41話（1977年）
- 江戸の旋風
  - 第3シリーズ 第49話「女房の勇み足」（1978年）
  - 新・江戸の旋風 第22話「十年振りの手口」（1980年）
- 平岩弓枝ドラマシリーズ / 火の航跡（1978年）
- ふしぎ犬トントン 第2話「ワンちゃん大脱走」（1978年） - 主婦
- 松本清張サスペンス 隠花の飾り 愛犬（1986年）
- 八ヶ岳山麓 死者の踊り（1991年）
- 僕らに愛を! 第1話「恋の扉を開けよう」 - 第3話「ダメ親父の約束」（1995年）
- 金曜エンタテイメント（1996年）
  - 内田康夫サスペンス 浅見光彦シリーズ（榎木孝明版） 第2作「横浜殺人事件」 - 佐山トミ[4]
  - 美味しんぼ（唐沢寿明版） 第3作「究極VS至高 生命の対決!」

#### テレビ朝日
- 特別機動捜査隊
  - 第249話「乾いた海」（1966年）
  - 第264話「晴れた朝が憎い」（1966年）
  - 第314話「アイデア夫人の場合」（1967年） - 富枝
  - 第320話「女の坂道」（1967年） - 千加
  - 第520話「幻の召集令状」（1971年） - 佐和子
  - 第549話「太陽が欲しい」（1972年） - 永見
  - 第550話「ある異常人間」（1972年） - 主婦
  - 第590話「愛の崖」（1973年） - 志津
  - 第612話「誘惑の報酬」（1973年） - 敏子
  - 第762話「若き十七才哀歌」（1976年） - 徳武昌代
  - 第771話「新宿海峡」（1976年） - おかみ
- ライオン女性劇場 / 愛のうず潮 第9話（1968年）
- 仮面ライダー 第41話「マグマ怪人ゴースター 桜島大決戦」（1972年） - マキ[5]
- 非情のライセンス 第1シリーズ 第32話「兇悪の指」（1973年） - 中年の主婦
- 破れ傘刀舟悪人狩り 第65話「槍しぶき黒田節」（1975年）
- 5年3組魔法組
  - 第1話「魔女からもらった魔法のバッグ」（1976年）
  - 第22話「遊園地は魔法でいっぱい!」（1977年）
- 達磨大助事件帳 第4話「待っていた女」（1977年）
- 特捜最前線
  - 第36話「傷痕・夜明けに叫ぶ男」（1977年）
  - 第233話「判決・横須賀ドブ板通り!」（1981年）
  - 第457話「終着駅の女II 上野駅・徳永礼子の犯罪!」（1986年）
- がんばれ!レッドビッキーズ（1978年） - 島田かな子
  - 第7話「怒るな! カリカリ」
  - 第43話「おやじ大戦争」
- ザ・ハングマン（1981年）
  - 第17話「地獄へ送る世紀の大魔術」
  - 第42話「リモコン・ヘリ 空爆処刑」
- ニュードキュメンタリードラマ昭和 松本清張事件にせまる / 人間失格 太宰治（1984年）
- 人妻捜査官 第12話「疑惑!? 喪服の女が待つ診察室」（1984年）
- 私鉄沿線97分署 第7話「あばよ! マイ・ラブ」（1984年）
- 土曜ワイド劇場
  - 悪女の季節（1990年）
  - 警視庁女性捜査班 第3作「ダブルストーカー殺人」（2001年）
- はぐれ刑事純情派 第12シリーズ 第20話「女巡査が犯人!? 水着を買う女!」（1999年） - 城山妙子 役

#### 東京12チャンネル（テレビ東京）
- プレイガール 第59話「妻は外で何をしていた?」（1970年）
- 大江戸捜査網 第3シリーズ 第124話「芸者殺しの罠」（1976年）
- 超光戦士シャンゼリオン 第14話「サヨナラ、朱美」（1996年） - 園長

### 映画
- 平成無責任一家 東京デラックス（1995年、東宝） - 浅井キク